# 大元帅 (日本)
大元帅是日本在帝国时代从1870年代起一直到1945年大日本帝国无条件投降期间的最高军衔。日本的大元帅军衔仅被授予作为日本帝国国家元首和军队总司令的三位日本天皇，分別為明治天皇、大正天皇和昭和天皇。日本的大元帅军衔与其他国家的大元帅军衔相当，在日军军衔系统中处于最高位，仅次于大元帅的是帝国陆军和帝国海军的元帅。1945年日本投降后日本军队被解散，大元帅军衔于1947年正式废止。

## 概况
明治4年（1871年）日本军建立之初，兵部省职员令附表上就已经记载了“大元帅”的官名，但还未正式确定为军衔。明治5年（1872年）9月7日颁布的太政官布告第252号首次正式提出设立“大元帅”和“元帅”军衔，还确定了大元帅和元帅的服制，并规定天皇作为大元帅穿着陆军式御服时，肩章和领章要在不同场合分开使用。同时，该布告也没有排除天皇以外的人获得大元帅军衔的可能性。但事实上直到明治6年（1873年）5月8日官制改革，大元帅与元帅军衔同时被废止，没有天皇以外的人获得大元帅军衔。
虽然大元帅军衔一度被废止，但明治15年（1882年）明治天皇颁布《军人敕谕》，规定天皇为“军人的大元帅”。
明治22年（1889年）9月30日颁布的第142号《野外要务令草案》第1部分第1章第1条对已经公布的《大日本帝国宪法》中的相关事项进行了补充，确立天皇对军队的绝对统帅权，天皇为帝国陆军和帝国海军的总司令，并被授予大元帅军衔，作为大元帅身份的天皇要穿着陆军军服型御服，这样就再次设立了大元帅军衔，并以法律形式确定了该军衔仅授予天皇。
由于天皇作为大元帅穿着的是陆军式军服，故也称“陆军大元帅”。在日本侵华战争期间，1937年（昭和12年）日军攻陷南京后，日军华中方面军司令官松井石根陆军大将在12月17日举行入城式时，曾面对东北方向遥远的东京皇居，高呼：“陆军大元帅陛下（昭和天皇）万岁、万岁、万岁！”
日本历史学家井原今朝男经过考证，提出日本大元帅的名称与古代天皇在外敌入侵时举行的以降伏镇压敌寇为目的的佛教仪式“大元帅法”（对大元帅明王的祈祷仪式）有关。

## 徽章
日本大元帅的徽章与日本海军大将和陆军大将的徽章几乎完全一致，只不过加上了象征日本皇室的金色菊花纹章。
- 日本大元帅肩章
- 日本大元帅领章

## 列表
日本被授予大元帅军衔的帝国时代三位天皇：
| 天皇穿着陆军大元帅御服的肖像 | 生卒时间                | 拥有军衔 起止时间                                 | 备注                                                                                |
| ---------------------------- | ----------------------- | ------------------------------------------------- | ----------------------------------------------------------------------------------- |
| 明治天皇 睦仁                | 1852/11/03－ 1912/07/30 | 1872/09/07－ 1873/05/08； 1889/09/30－ 1912/07/30 | 第一任大元帅，两度拥有此军衔，尊称为“大帝”。                                        |
| 大正天皇 嘉仁                | 1879/08/31－ 1926/12/25 | 1912/07/30－ 1926/12/25                           | 第二任大元帅                                                                        |
| 昭和天皇 裕仁                | 1901/04/29－ 1989/01/07 | 1926/12/25－ 1945/08/15                           | 第三任大元帅，拥有此军衔一直到1945年8月15日日本向盟军投降。（1947年此军衔正式废止） |

### 引用
1. ↑  寺村（2002年），第75－76页。
2. ↑  寺村（2002年），第67页。
3. ↑  寺村（2002年），第77页。
4. 1 2 3  田夫（1995年），第23页。
5. ↑  刑部（2010年），第67页。
6. ↑  井原（2012年），第166页。